# Rough and Rowdy Ways
Rough and Rowdy Ways (Maneras ásperas y ruidosas en español) es el trigésimo noveno álbum de estudio del músico y compositor estadounidense Bob Dylan publicado por la compañía discográfica Columbia Records el 19 de junio de 2020. Es el primer álbum de canciones originales de Dylan desde el lanzamiento de Tempest (2012), después de tres lanzamientos donde versionaba clásicos del pop tradicional. El álbum fue grabado en los Sound City Studios de Los Ángeles (California) en enero y febrero de 2020 con los miembros actuales de su banda y con artistas invitados como Blake Mills y Fiona Apple. 
Rough and Rowdy Ways fue precedido por los sencillos "Murder Most Foul", "I Contain Multitudes" y "False Prophet". El álbum obtuvo buenas críticas por parte de la crítica musical, que lo describió como uno de los mejores trabajos de Dylan, y ocupó un lugar destacado en muchas listas de los mejores álbumes del año. Rough and Rowdy Ways alcanzó también el primer puesto en la lista de discos más vendidos de diez países y el número dos en la lista estadounidense Billboard 200.

## Trasfondo
La grabación de Rough and Rowdy Ways siguió de cerca el final de la gira Never Ending Tour en 2019, durante la cual introdujo dos nuevos miembros en su banda: el batería Matt Chamberlain, que reemplazó al saliente George Receli, y el guitarrista Bob Britt, que había tocado anteriormente con Dylan en el álbum Time Out of Mind (1997). Varios críticos describieron los conciertos de la gira como los mejores de Dylan en años. Al respecto, el bajista Tony Garnier comentó en una entrevista: "Los últimos conciertos que hicimos antes de que la pandemia golpease aquí fueron, creo, los mejores conciertos de todos los tiempos... Es la banda más increíble que ha tenido... Cuando llegamos al Beacon Theatre de Nueva York, era simplemente increíble. Hablé con gente que había visto a Bob durante años, gente que había trabajado con él y seguidores que lo habían visto, y pensaban que esta última gira, que terminó antes de que grabáramos este disco, pensaban que eran absolutamente los mejores conciertos que habían visto, y estoy de acuerdo, realmente los mejores conciertos de Bob en los que he estado involucrado".

## Composición
No se sabe cuándo Dylan escribió las canciones de Rough and Rowdy Ways, aunque es posible, al igual que con su anterior álbum de material original, Tempest (2012), que haya estado trabajando en ellas con su banda durante las pruebas de sonido de la última gira antes de entrar en el estudio a grabarlas. Musicalmente, Rough and Rowdy Ways es uno de los álbumes más diversos de Dylan. Mezcla canciones folk acústicas ("I Contain Multitudes", "Black Rider", "Mother of Muses" y "Key West (Philosopher Pirate)") con canciones de blues eléctrico ("False Prophet", "Goodbye Jimmy Reed" y "Crossing the Rubicon"), una balada sentimental ("I've Made Up My Mind to Give Myself to You") y un par de canciones poco convencionales más difíciles de clasificar ("My Own Version of You" y "Murder Most Foul"). Parte de la música fue aparentemente compuesta en el estudio, tal y como el batería Matt Chamberlain explicó en una entrevista: "[Dylan] podría tener un punto de referencia para un ritmo o un sentimiento y luego simplemente improvisábamos sobre eso. Luego él trataba de cantar sobre ella, o iba al piano y agregaba algunos acordes extra y trabajábamos sobre los arreglos, y lo siguiente que sabías es que habíamos terminado la canción".
Rough and Rowdy Ways ha sido también descrito por varios críticos como líricamente uno de los álbumes más densos de Dylan y a la vez uno de los más cohesivos. Las canciones también presentan muchos temas superpuestos como el proceso de creación artístico, el papel del artista en la sociedad y el propósito del arte a lo largo de los siglos, desde la antigüedad clásica hasta la actualidad, así como el asesinato de figuras políticas, la religión, la muerte y el más allá. Cuando se le preguntó en una entrevista sobre el verso "I sleep with life and death in the same bed" de la canción "I Contain Multitudes", Dylan negó que estuviera escrita en referencia a su propia mortalidad: "Pienso en la muerte de la raza humana. El largo y extraño viaje del mono desnudo. No es por ser liviano, pero la vida de todos es pasajera. Cada ser humano, no importa cuán fuerte o poderoso sea, es frágil cuando se trata de la muerte. Pienso sobre ello en términos generales, no de manera personal".

## Grabación
Las canciones de Rough and Rowdy Ways fueron grabadas en enero y febrero de 2020 en los Sound City Studios de Los Ángeles (California). Las sesiones del álbum fueron mezcladas por Chris Shaw, también presente en los álbumes "Love and Theft" (2001) y Modern Times (2006).
La banda para estas sesiones incluyó a la última versión de la banda de la gira Never Ending Tour, con quien había tocado un total de 39 conciertos en los Estados Unidos. Además de Matt Chamberlain, Bob Britt y Tony Garnier, el grupo incluía a Charlie Sexton en la guitarra y al multiinstrumentista Donnie Herron. Las sesiones también incluyeron contribuciones de músicos invitados como Blake Mills, Fiona Apple, Benmont Tench, Alan Pasqua and Tommy Rhodes. Fiona Apple y Alan Pasqua tocaron el piano en "Murder Most Foul", la única canción en la que aparecen ambos músicos, y grabaron sus partes en un solo día. "Le dije a Bob que estaba realmente insegura al respecto", transmitió Apple en una entrevista con Pitchfork, "y fue muy alentador y agradable. Me dijo: "No estás aquí para ser perfecta, estás aquí para ser tú misma"".
Cuando se le preguntó en una entrevista cuánta "libertad" tenía en lo que tocaba, el guitarrista Bob Britt respondió: "Simplemente tocas lo que encaja con la canción. Todo está guiado por Bob, puede suceder rápidamente o puede llevar un tiempo entender dónde quiere llegar. Es realmente un proceso hermoso ver cómo elabora una canción". Por otra parte, el batería Matt Chamberlain describió de manera similar el proceso de grabación como espontáneo: "[Dylan] es muy del último minuto sobre la manera en que hace sus discos. Es casi como tocar con un poeta y músico de jazz porque siempre está cambiando; todo puede suceder en cualquier momento, las cosas pueden estropearse y pasamos a hacer una versión completamente nueva de una canción. Es increíble".

## Publicación y promoción
El primer indicio en la prensa de que Dylan había estado trabajando en un álbum nuevo llegó a través de una entrevista con la actriz Gina Gershon, amiga de Dylan desde hace mucho tiempo, en un episodio del podcast Life is Short con Justin Long que se estrenó el 3 de marzo de 2020. Gershon comentó: "Creo que [esto] fue como hace dos meses. [Dylan] estaba en su estudio en Los Ángeles. Me leyó algunas letras que estaba escribiendo y estaba muy emocionado. Yo pensaba: "Dios mío, esto es genial". Podías ver por qué todavía le encanta hacer lo que hace. Estaba emocionado".
El 27 de marzo de 2020, el sencillo "Murder Most Foul" fue lanzado sin previo aviso, la primera canción original de Dylan publicada desde 2012. El 17 de abril se lanzó "I Contain Multitudes" como segundo sencillo. Rough and Rowdy Ways fue anunciado oficialmente el 8 de mayo junto a un tercer sencillo, "False Prophet". El 11 de junio, el canal oficial de Dylan en Youtube reveló la lista completa de canciones a solo ocho días del lanzamiento del disco. Rough and Rowdy Ways fue publicado el 19 de junio como doble disco compacto, con la totalidad del segundo CD y la última cara de la edición en vinilo dedicada a "Murder Most Foul".
Dylan solo concedió una entrevista con el historiador Douglas Brinkley para promocionar el álbum. En una transcripción de su amplia conversación, que apareció en The New York Times el 12 de junio de 2020, Dylan discutió la composición de las canciones de Rough and Rowdy Ways, las cuales fueron escritas en un "estado de trance" según su palabras, y compartió sus pensamientos sobre temas recientes como la pandemia de COVID-19 ("Tal vez estemos en vísperas de la destrucción. Hay muchas formas en las que puedes pensar sobre este virus. Creo que debes dejar que siga su curso") y el asesinato de George Floyd ("Fue más que feo. Esperemos que la justicia llegue rápidamente para la familia Floyd y para la nación"), así como sobre sus canciones favoritas de grupos como The Rolling Stones y Eagles.

## Diseño de portada
La portada del álbum presenta una versión coloreada de una fotografía en blanco y negro tomada por el reportero gráfico británico Ian Berry en 1964. Por encargo del Observer, Berry tenía la tarea de capturar imágenes de la "cultura negra en Inglaterra" cuando tomó una foto de una pareja bien vestida bailando mientras un hombre se apoya en una jukebox detrás de ellos. La ubicación es un "club subterráneo desaparecido hace mucho tiempo en Cable Street en la ciudad de Whitechapel, al este de Londres". Al describir la portada del álbum en Rolling Stone, el periodista musical Andy Greene escribió que "la imagen crepita con intriga y romance". El único texto que aparece en la portada es el título del álbum, una referencia a la canción de Jimmie Rodgers "My Rough and Rowdy Ways".
Las cubiertas interiores del álbum de vinilo y en CD presentan una versión recortada y coloreada de una famosa fotografía de Rodgers y la Carter Family tomada originalmente en Louisville (Kentucky) el 10 de junio de 1931. Por otra parte, la contraportada del álbum muestra una fotografía en blanco y negro y parcialmente teñida en sepia de John F. Kennedy, un retrato tomado por Louis Fabian Bachrach Jr. que se utilizó originalmente para promocionar el sencillo de "Murder Most Foul" tras su lanzamiento en marzo de 2020. Las cubiertas interiores de la edición en vinilo contienen también imágenes adicionales de las ilustraciones utilizadas para los sencillos "I Contain Multitudes" y "False Prophet" que no están incluidas en el diseño del CD.

## Recepción
Rough and Rowdy Ways fue recibido con elogios generalizados de la crítica musical y le valió a Dylan sus mejores reseñas desde "Love and Theft". En Metacritic, que asigna una calificación normalizada de 100 a las reseñas de críticos profesionales, el álbum recibió una puntuación promedio de 95 según 25 reseñas, lo que lo convierte en el segundo álbum mejor calificado de 2020, solo detrás de Fetch the Bolt Cutters de Fiona Apple.
En una reseña para The Daily Telegraph, Neil McCormick elogió el álbum como "un viaje largo y magnífico para sus admiradores más leales" y declaró: "El viejo y sabio poeta sabio ha levantado un caldero críptico de verdades y pistas, filosofía, mitos y magia". Anne Margaret Daniel, en su reseña para Hot Press, dijo que "Rough and Rowdy Ways es un disco que necesitamos ahora y perdurará". En la misma revista, Pat Carty escribió que "los académicos que no saben bailar llenarán los libros no leídos diseccionando la biblioteca de referencias históricas y el elenco de personajes grabados en estos ritmos. El resto de nosotros podemos estar agradecidos de que el mejor cantante y bailarín de todos ellos siga rodando". Por su parte, Carl Wilson calificó Rough and Rowdy Ways en la revista Slate como el mejor álbum de Dylan "en muchos años, quizás décadas" por la amplitud de sus referencias culturales y la profundidad de las letras y de las composiciones, mientras que Jon Pareles, crítico musical de The New York Times, definió sus canciones como "a partes iguales, angustiadas por la muerte y cascarrabias", rivalizando con "la convicción sombría y el humor negro de sus álbumes Time Out of Mind (1997) y "Love and Theft" (2001)".
Sam Sodomsky, en una reseña para Pitchfork escribió que el espíritu vodevil que corre a través de "Love and Theft" (2001) y Modern Times (2006) se limita principalmente a "My Own Version of You" y que el "humor mordaz y absurdo de Dylan no es el centro de atención. No hay distracciones; habla con cuidado, en voz baja, con seriedad. El resultado es un disco magnífico y meticuloso. Las letras son sorprendentes, lo suficientemente densas para inspirar un curriculum, lo suficientemente inteligentes como para citar como proverbios". Kerry Doole de Exclaim! le dio al álbum una calificación de diez sobre diez y elogió sus alusiones a "viejas canciones de blues, Shakespeare, la mitología clásica ("Crossing the Rubicon"), la Biblia y la cultura pop", trazando paralelismos literarios entre el trabajo de Dylan y la de los autores Don DeLillo y James Ellroy, y preguntándose "por qué las referencias intelectuales son tan raras en la música contemporánea". Jaimin Rajani, en su crítica para The Telegraph India, dio que Rough and Rowdy Ways "trae respiro y diversidad", mientras que Ken Tucker de NPR otorgó al álbum una crítica positiva también por su diversidad musical.
En su columna "Consumer Guide" publicada en Substack, Robert Christgau dijo que el impacto del álbum se "amortigua" por algunas canciones "indistintas" como "Black Rider" y "I've Made Up My Mind to Give Myself to You", pero declaró: "El logro musical decisivo en el primer álbum de originales de Dylan desde 2012 es establecer la voz envejecida que arruinó sus álbumes de Sinatra como la firma sonora de una retrospectiva elegíaca".
Aunque no fue lanzado como sencillo, la canción "Key West (Philosopher Pirate)" inspiró sustanciales críticas positivas. La revista Rolling Stone la clasificó como la segunda mejor canción de 2020 y la colocó en el séptimo lugar en una lista de "las 25 mejores canciones de Dylan del siglo XXI". En un artículo que acompaña a esta última lista, el periodista Rob Sheffield extrapoló de las letras impresionistas una narrativa sobre "un forajido canoso, escondido en Florida, acosado por sus recuerdos". Los autores Adam Selzer y Michael Glover Smith han establecido paralelismos temáticos entre "Key West" y "Over the Rainbow" de Harold Arlen y Yip Harburg. El historiador Douglas Brinkley, que realizó la única entrevista con Dylan que coincidió con el lanzamiento del álbum, describió la canción como "una hermosa obra de arte",y agregó que "Dylan sabe que es mi favorita en el CD".
Un artículo de WhatCulture de 2021 que clasificó todos los álbumes de Dylan colocó a Rough y Rowdy Ways en el noveno lugar de un total de 39 discos y lo resumió de la siguiente manera: "Un disco líricamente denso, melancólico y maravillosamente equilibrado, es otra clase magistral impecable de narración, mejor escuchado de una sola vez para aprovechar al máximo su composición circular deliberadamente repetitiva... A pesar de llegar a los 80, Rough And Rowdy Ways encuentra a Dylan produciendo parte de la mejor música que ofrece. Es realmente bastante espectacular". Ian O'Riordan, en un artículo del Irish Times de 2021, también colocó a Rough y Rowdy Ways noveno en la discografía de Dylan y citó "Key West (Philosopher Pirate)" como su mejor canción.

## Rendimiento comercial
Rough and Rowdy Ways fue el álbum más vendido en los Estados Unidos la semana de su lanzamiento con 54.700 unidades de álbumes equivalentes, aunque ocupó el segundo lugar detrás de My Turn de Lil Baby debido a las reproducciones por streaming. Esto lo convirtió en el debut más alto de Dylan en la lista Billboard 200 en más de una década. También marcó su séptima década consecutiva entrando en el top 40 de los discos más vendidos, convirtiéndolo en el único artista hasta la fecha en lograr esta hazaña.
El álbum también debutó en el número uno en las listas de álbumes Top Rock Albums y Americana/Folk de Billboard. En la última lista, Dylan amplió su récord como artista con más números uno, ocho en total, que datan desde el debut de la lista en 2009. Dylan también encabezó la lista Artist 100 de Billboard el 4 de julio de 2020 convirtiéndose en el "mejor acto musical en los Estados Unidos" por primera vez en su carrera. A sus 79 años, fue el "artista más veterano" en encabezar esta lista.

## Lista de canciones
Todas las canciones compuestas por Bob Dylan.
Edición en vinilo
| Cara A |                         |          |  |
| N.º    | Título                  | Duración |  |
| 1.     | «I Contain Multitudes»  | 4:36     |  |
| 2.     | «False Prophet»         | 6:00     |  |
| 3.     | «My Own Version of You» | 6:41     |  |

| Cara B |                                              |          |  |
| N.º    | Título                                       | Duración |  |
| 1.     | «I've Made Up My Mind to Give Myself to You» | 6:32     |  |
| 2.     | «Black Rider»                                | 4:12     |  |
| 3.     | «Goodbye Jimmy Reed»                         | 4:13     |  |

| Cara C |                                 |          |  |
| N.º    | Título                          | Duración |  |
| 1.     | «Mother of Muses»               | 4:22     |  |
| 2.     | «Crossing the Rubicon»          | 7:22     |  |
| 3.     | «Key West (Philosopher Pirate)» | 9:34     |  |

| Cara D |                    |          |  |
| N.º    | Título             | Duración |  |
| 1.     | «Murder Most Foul» | 16:54    |  |
| 70:33  |                    |          |  |

Edición en CD
| Disco uno |                                              |          |  |
| N.º       | Título                                       | Duración |  |
| 1.        | «I Contain Multitudes»                       | 4:36     |  |
| 2.        | «False Prophet»                              | 6:00     |  |
| 3.        | «My Own Version of You»                      | 6:41     |  |
| 4.        | «I've Made Up My Mind to Give Myself to You» | 6:32     |  |
| 5.        | «Black Rider»                                | 4:12     |  |
| 6.        | «Goodbye Jimmy Reed»                         | 4:13     |  |
| 7.        | «Mother of Muses»                            | 4:29     |  |
| 8.        | «Crossing the Rubicon»                       | 7:22     |  |
| 9.        | «Key West (Philosopher Pirate)»              | 9:34     |  |
| 53:39     |                                              |          |  |

| Disco dos |                    |          |  |
| N.º       | Título             | Duración |  |
| 1.        | «Murder Most Foul» | 16:54    |  |
| 16:54     |                    |          |  |

## Personal
| Músicos - Bob Dylan – voz, guitarra y armónica. - Charlie Sexton – guitarra. - Bob Britt – guitarra. - Donnie Herron – steel guitar, violín, acordeón y mandolina. - Tony Garnier – bajo y contrabajo. - Matt Chamberlain – batería. Invitados - Blake Mills – guitarra y armonio en "Murder Most Foul". - Benmont Tench – órgano Hammond en "Murder Most Foul". - Alan Pasqua – piano en "Murder Most Foul". - Fiona Apple – piano en "Murder Most Foul". - Tommy Rhodes | Equipo técnico - Chris Shaw – ingeniero de sonido y mezclas. - Joseph Lorge – ingeniero asistente. - Greg Calbi – masterización. - Ian Berry – foto de portada. - Josh Cheuse – diseño artístico. |

## Posición en listas
| País (2020)                         | Posición |
| ----------------------------------- | -------- |
| Alemania (Offizielle Top 100)       | 1        |
| Australia (ARIA)                    | 2        |
| Austria (Ö3 Austria)                | 1        |
| Bélgica (Ultratop flamenca)         | 2        |
| Bélgica (Ultratop valona)           | 5        |
| Canadá (Billboard Canadian Albums)  | 14       |
| Dinamarca (Hitlisten)               | 6        |
| Estados Unidos (Billboard 200)      | 2        |
| Países Bajos (Album Top 100)        | 1        |
| Finlandia (Suomen Virallinen Lista) | 14       |
| Francia (SNEP)                      | 4        |
| Hungría (MAHASZ)                    | 14       |
| Italia (FIMI)                       | 4        |
| Nueva Zelanda (Recorded Music NZ)   | 1        |
| Noruega (VG-lista)                  | 1        |
| Polonia (ZPAV)                      | 23       |
| Portugal (AFP)                      | 1        |
| República Checa (ČNS IFPI)          | 7        |
| Reino Unido (UK Albums Chart)       | 1        |
| Suecia (Sverigetopplistan)          | 3        |
| Suiza (Schweizer Hitparade)         | 1        |

## Certificaciones
| País        | Organismo certificador | Certificación | Ventas certificadas | Ref.   |
| ----------- | ---------------------- | ------------- | ------------------- | ------ |
| Reino Unido | BPI                    | Plata         | 81 314              | [ 95 ] |